# Culicoides impunctatus
Culicoides impunctatus, in Großbritannien Highland Midge genannt, ist eine blutsaugende Insektenart aus der Familie der Gnitzen (Ceratopogonidae). Das Verbreitungsgebiet ist Eurasien von den Britischen Inseln bis nach China.

## Beschreibung
Auf den Flügeln trägt Culicoides impunctatus namensgebend charakteristische dunkle Flecken (lateinisch punctatus ‚gepunktet‘), die bei Vergrößerung zur Identifikation dienen können. Die Flügelspannweite beträgt 1,4 mm.
Da eine eindeutige Differenzierung von ähnlichen Arten wie Culicoides cubitalis schwierig ist, bedient man sich oft der Bestimmung mittels rDNA-Analyse.

## Verhalten
Culicoides impunctatus tritt in Schwärmen in Moor- und Waldgebieten auf. Zur Beutesuche bevorzugen die adulten Weibchen die Morgen- und Abendstunden. Ihre Wirte im schottischen Hochland sind Rinder (38,4 %), Rehwild (23,0 %), Schafe (9,9 %), außerdem Menschen (0,3 %). Ihre Beute können sie auf eine Entfernung von bis zu 200 m ausfindig machen. Bei der olfaktorischen Orientierung spielen 1-Octen-3-ol, Urin, Phenolverbindungen, Aceton und CO2 eine Rolle. CO2 dient dabei der exakten Lokalisierung.
Ungestört entnimmt eine Blut saugende Culicoides impunctatus innerhalb von 3–4 Minuten etwa 2 µl Blut. Zur Eireifung des ersten Geleges ist eine Blutmahlzeit jedoch nicht zwingend erforderlich. Ein Weibchen legt während des Sommers 30–100 Eier auf feuchte Oberflächen. Nach 24 Stunden schlüpft die Larve, welche im Feuchtbereich omnivor oder Detritus fressend insgesamt 4 Larvenstadien durchlebt und im vierten überwintert. Das Puppenstadium im Mai oder Juni dauert nur 1–2 Tage.

## Gefahren
Bei der Blutmahlzeit können Infektionen übertragen werden, z. B. der für Vögel pathogene Erreger Haemoproteus belopolskyi.

## Gegenmaßnahmen
Als effektives Repellent wird Eukalyptusöl verwendet.
Duftstofffallen, welche 1-Octen-3-ol oder andere Phenolverbindungen oder Aceton und CO2 freisetzen, sind ebenfalls effektiv. Die Abgabe von CO2 muss mindestens mit einer Rate von 200 ml/min erfolgen. Am effektivsten sind Duftstofffallen, welche 1-Octen-3-ol, Kuhurin und CO2 oder Aceton, Kuhurin und CO2 abgeben.